# Cryzan
Cryzan Queiroz Barcelos, noto semplicemente come Cryzan (San Paolo, 7 luglio 1996), è un calciatore brasiliano, attaccante dello Shandong Taishan.

## Caratteristiche tecniche
È un'ala sinistra.

## Carriera
Cresciuto nel settore giovanile dell'Athl. Paranaense, ha esordito in prima squadra il 1º febbraio 2015 in occasione del match del Campionato Paranaense pareggiato 0-0 contro il FC Cascavel.

## Statistiche

### Presenze e reti nei club
Statistiche aggiornate all'8 ottobre 2023.
| Stagione                | Squadra                 | Campionato              | Campionato | Campionato | Coppe nazionali | Coppe nazionali | Coppe nazionali | Coppe continentali | Coppe continentali | Coppe continentali | Altre coppe | Altre coppe | Altre coppe | Totale | Totale |
| Stagione                | Squadra                 | Comp                    | Pres       | Reti       | Comp            | Pres            | Reti            | Comp               | Pres               | Reti               | Comp        | Pres        | Reti        | Pres   | Reti   |
| ----------------------- | ----------------------- | ----------------------- | ---------- | ---------- | --------------- | --------------- | --------------- | ------------------ | ------------------ | ------------------ | ----------- | ----------- | ----------- | ------ | ------ |
| 2015                    | Atlético-PR             | A1/PR+A                 | 9+14       | 5+0        | CB              | 2               | 0               | CS                 | 3                  | 0                  | -           | -           | -           | 28     | 5      |
| gen.-giu. 2016          | Atlético-PR             | A1/PR+A+PL              | 7+0+2      | 1+0+0      | CB              | 2               | 0               | -                  | -                  | -                  | -           | -           | -           | 11     | 1      |
| giu.-nov. 2016          | Oeste                   | B                       | 27         | 3          | -               | -               | -               | -                  | -                  | -                  | -           | -           | -           | 27     | 3      |
| gen.-lug. 2017          | Atlético-PR             | A1/PR+A                 | 13+0       | 2+0        | CB              | 0               | 0               | CL                 | 1                  | 0                  | -           | -           | -           | 14     | 2      |
| 2017-2018               | Cercle Bruges           | CL                      | 24+2       | 5+1        | CB              | 2               | 0               | -                  | -                  | -                  | -           | -           | -           | 28     | 6      |
| giu.-ago. 2018          | Atlético-PR             | A1/PR+A                 | 0+1        | 0+0        | CB              | 0               | 0               | CS                 | 0                  | 0                  | -           | -           | -           | 1      | 0      |
| Totale Atl. Paranaense  | Totale Atl. Paranaense  | Totale Atl. Paranaense  | 29+15+2    | 8+0+0      |                 | 4               | 0               |                    | 4                  | 0                  |             | -           | -           | 54     | 8      |
| 2018-2019               | Al-Batin                | SPL                     | 28         | 6          | KC              | 3               | 1               | -                  | -                  | -                  | -           | -           | -           | 31     | 7      |
| gen.-lug. 2020          | Santa Clara             | PL                      | 13         | 3          | TP+CdL          | 0+0             | 0+0             | -                  | -                  | -                  | -           | -           | -           | 13     | 3      |
| 2020-2021               | Santa Clara             | PL                      | 24         | 4          | TP+CdL          | 0+2             | 0+1             | -                  | -                  | -                  | -           | -           | -           | 26     | 5      |
| 2021-2022               | Santa Clara             | PL                      | 21         | 7          | TP+CdL          | 1+2             | 0+0             | UECL               | 4                  | 0                  | -           | -           | -           | 28     | 7      |
| Totale Santa Clara      | Totale Santa Clara      | Totale Santa Clara      | 58         | 14         |                 | 5               | 1               |                    | 4                  | 0                  |             | -           | -           | 67     | 15     |
| 2022                    | Shandong Taishan        | SL                      | 31         | 25         | CC              | 1               | 0               | -                  | -                  | -                  | -           | -           | -           | 32     | 25     |
| 2023                    | Shandong Taishan        | SL                      | 22         | 12         | CC              | 5               | 5               | ACL                | 5                  | 6                  | -           | -           | -           | 32     | 23     |
| Totale Shandong Taishan | Totale Shandong Taishan | Totale Shandong Taishan | 53         | 37         |                 | 6               | 5               |                    | 5                  | 6                  |             | -           | -           | 64     | 48     |
| Totale carriera         | Totale carriera         | Totale carriera         | 238        | 74         |                 | 20              | 7               |                    | 13                 | 6                  |             | -           | -           | 271    | 87     |

## Palmarès
- Coppa di Cina: 1

Shandong Taishan: 2022